# Kepler-442
Kepler-442 — оранжевый карлик спектрального класса K с массой 0,61 массы Солнца, радиусом 0,59 радиуса Солнца и температурой поверхности 4129 °С. Его металличность, по оценкам, −0,37, что меньше, чем у Солнца, и указывает на относительный дефицит тяжёлых элементов (то есть всех, кроме водорода и гелия)
Имеет экзопланетную систему с землеподобной экзопланетой Kepler-442 b.
Характеристики:
| Звезда                        | Kepler-442       |
| Созвездие                     | Лира             |
| Прямое восхождение(α)         | 19ч 01м 27,98с   |
| Склонение(δ)                  | 39° 16′ 48,3″    |
| Видимая звёздная величина(mV) | 14,976           |
| Расстояние                    | св. лет(342 пк ) |
| Возраст                       | ~2.9 млрд. лет   |

Данные о планете:
Kepler-442 b больше Земли в 1,3 раза.
Эта экзопланета интересна тем, что размерами очень похожа на Землю и в своей звёздной системе находится в области, где условия близки к земным.
| Элементы орбиты           | Элементы орбиты           |
| ------------------------- | ------------------------- |
| Эпоха орбиты              | J2000.0                   |
| Большая полуось(a)        | 0,409 а. е.               |
| Эксцентриситет(e)         | 0,04                      |
| Орбитальный период(P)     | 112.3053+0.024 −0.0028 д. |
| Наклонение(i)             | 89,94 ± 0,12 °            |
| Физические характеристики |                           |
| Масса(m)                  | 0,0061 MJ                 |
| Радиус(r)                 | RJ                        |
| Температура(T)            | 233 K                     |

| Информация об открытии | Информация об открытии |
| ---------------------- | ---------------------- |
| Дата открытия          | 2015                   |
| Первооткрыватель(и)    | Кеплер                 |